# Cantelães
Cantelães ist eine Gemeinde im Norden Portugals.
Cantelães gehört zum Kreis Vieira do Minho im Distrikt Braga, besitzt eine Fläche von 11,5 km² und hat 740 Einwohner (Stand 19. April 2021).